# Dante Boninfante

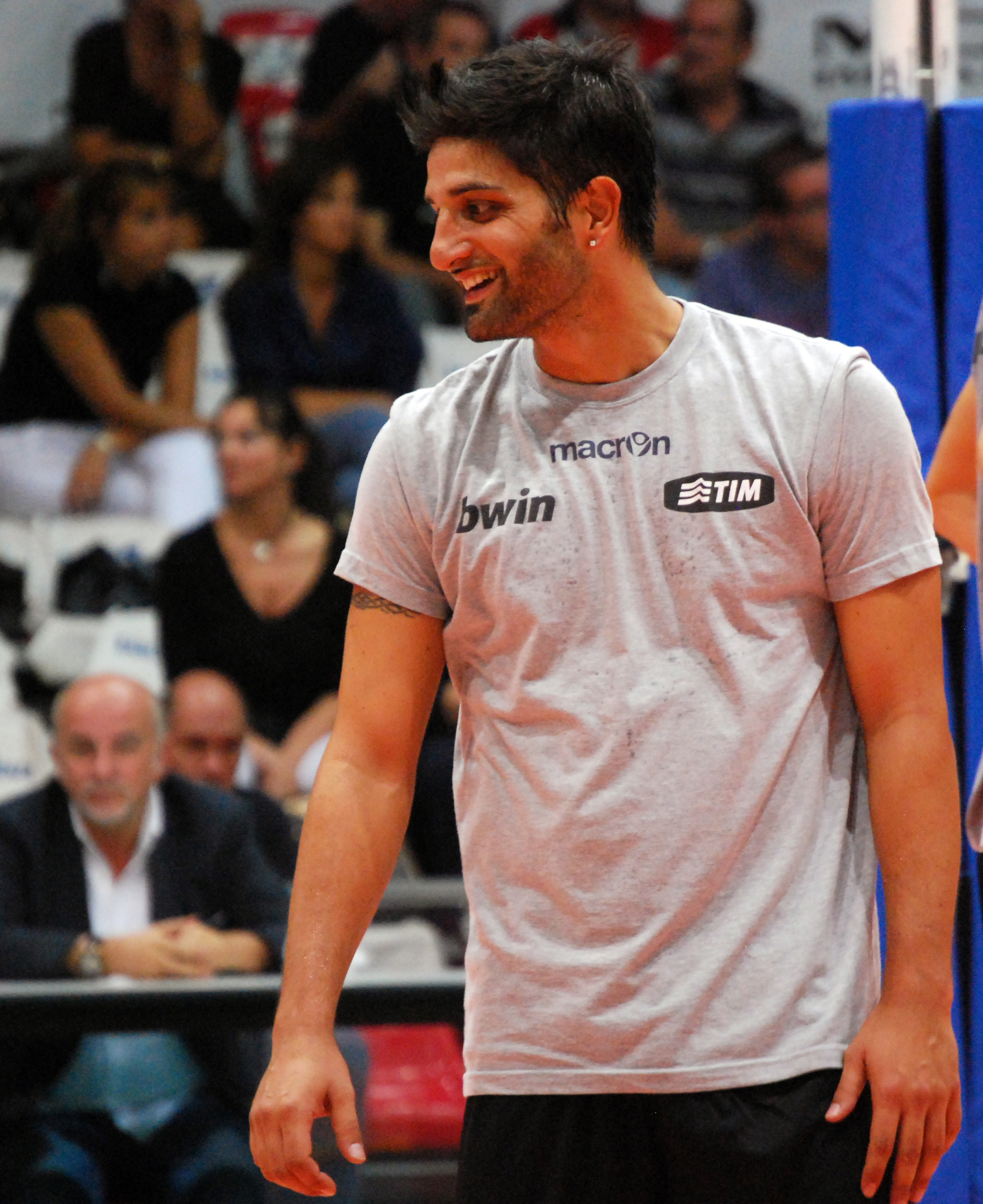
Dante Boninfante zawodnikiem Sisley Treviso

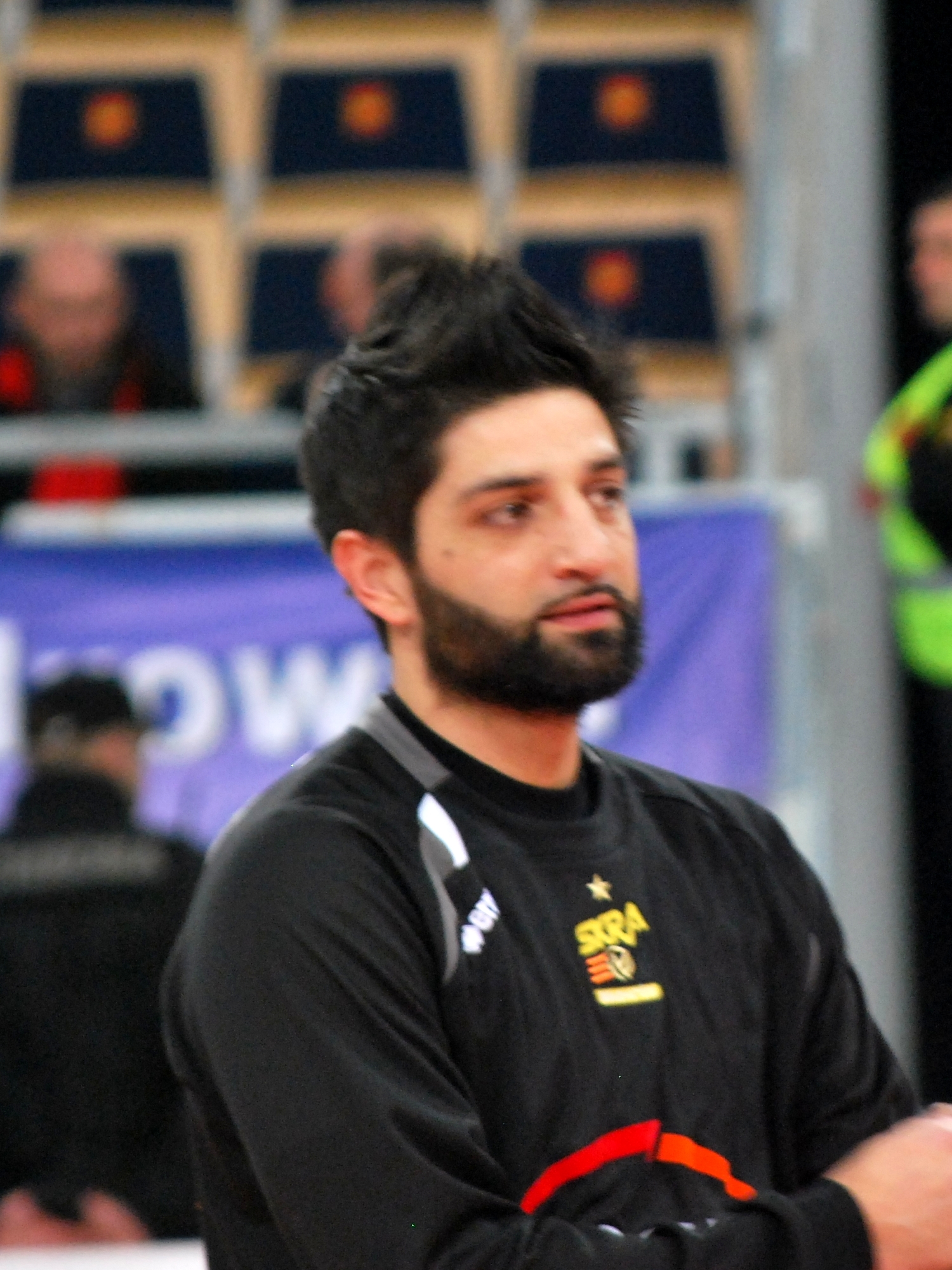
Dante Boninfante zawodnikiem PGE Skry Bełchatów

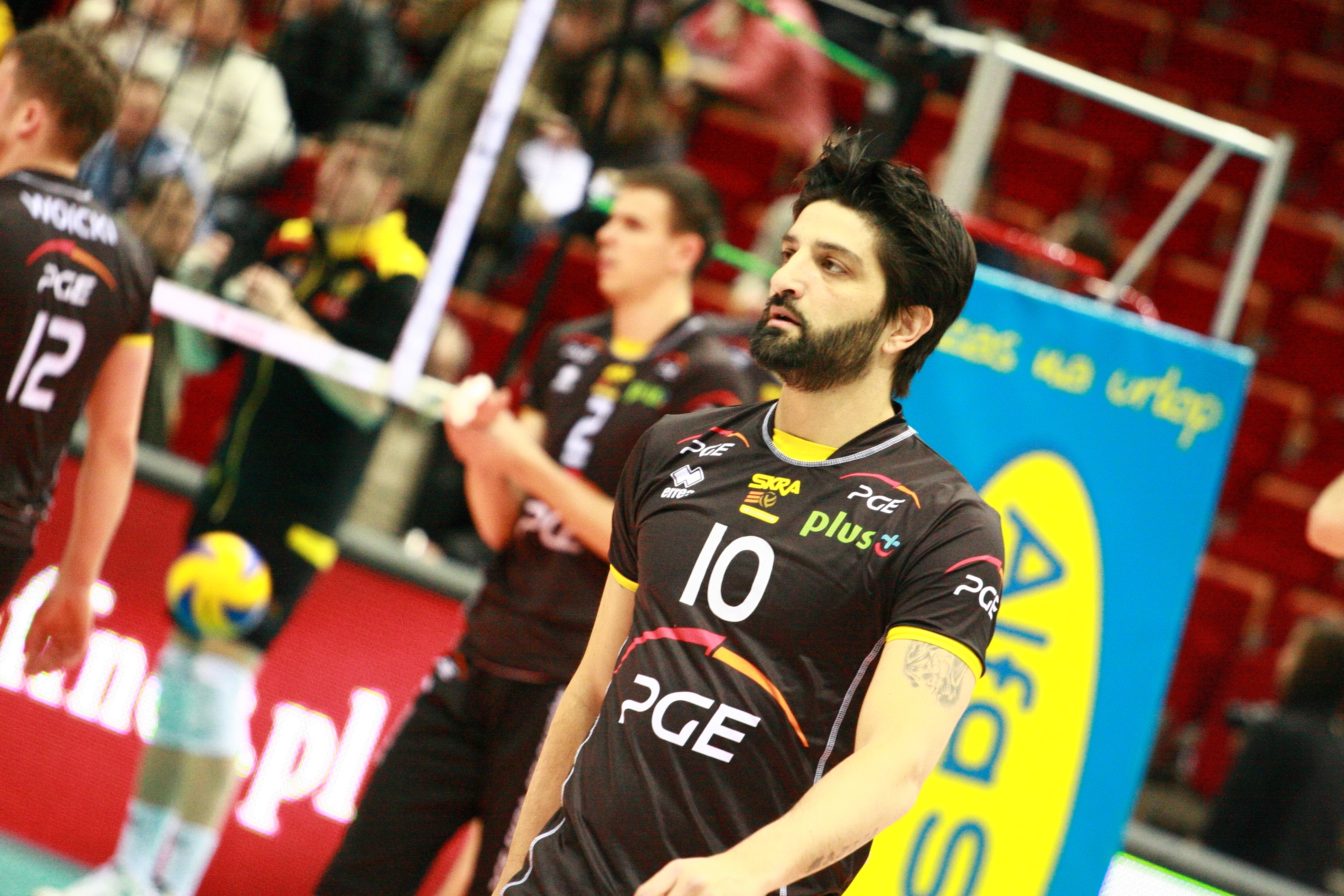
Dante Boninfante zawodnikiem PGE Skry Bełchatów

Dante Boninfante (ur. 7 marca 1977 w Battipaglia) – włoski siatkarz, grający na pozycji rozgrywającego. 30 razy wystąpił w reprezentacji Włoch. 
Jego syn Mattia jest siatkarzem, który również gra jako rozgrywający. Jego żona ma na imię Marika.

## Przebieg kariery
| Lata                      | Klub                         | Klub                       | Klub                       | Klub                       | Klub                       | Klub                       | Klub                       | Klub                       | Klub                       | Klub                       | Klub                       |
| ------------------------- | ---------------------------- | -------------------------- | -------------------------- | -------------------------- | -------------------------- | -------------------------- | -------------------------- | -------------------------- | -------------------------- | -------------------------- | -------------------------- |
| 1996–1997                 | Sisley Treviso               | Sisley Treviso             | Sisley Treviso             | Sisley Treviso             | Sisley Treviso             | Sisley Treviso             | Sisley Treviso             | Sisley Treviso             | Sisley Treviso             | Sisley Treviso             | Sisley Treviso             |
| 1997–1998                 | Com Cavi Multimedia Napoli   | Com Cavi Multimedia Napoli | Com Cavi Multimedia Napoli | Com Cavi Multimedia Napoli | Com Cavi Multimedia Napoli | Com Cavi Multimedia Napoli | Com Cavi Multimedia Napoli | Com Cavi Multimedia Napoli | Com Cavi Multimedia Napoli | Com Cavi Multimedia Napoli | Com Cavi Multimedia Napoli |
| 1998–1999                 | Caffè Motta Salerno          | Caffè Motta Salerno        | Caffè Motta Salerno        | Caffè Motta Salerno        | Caffè Motta Salerno        | Caffè Motta Salerno        | Caffè Motta Salerno        | Caffè Motta Salerno        | Caffè Motta Salerno        | Caffè Motta Salerno        | Caffè Motta Salerno        |
| 1999–2001                 | Sisley Treviso               | Sisley Treviso             | Sisley Treviso             | Sisley Treviso             | Sisley Treviso             | Sisley Treviso             | Sisley Treviso             | Sisley Treviso             | Sisley Treviso             | Sisley Treviso             | Sisley Treviso             |
| 2001–2004                 | Italia Volley Ferrara        | Italia Volley Ferrara      | Italia Volley Ferrara      | Italia Volley Ferrara      | Italia Volley Ferrara      | Italia Volley Ferrara      | Italia Volley Ferrara      | Italia Volley Ferrara      | Italia Volley Ferrara      | Italia Volley Ferrara      | Italia Volley Ferrara      |
| 2004–2006                 | Acqua Paradiso Montichiari   | Acqua Paradiso Montichiari | Acqua Paradiso Montichiari | Acqua Paradiso Montichiari | Acqua Paradiso Montichiari | Acqua Paradiso Montichiari | Acqua Paradiso Montichiari | Acqua Paradiso Montichiari | Acqua Paradiso Montichiari | Acqua Paradiso Montichiari | Acqua Paradiso Montichiari |
| 2006–2007                 | Marmi Lanza Werona           | Marmi Lanza Werona         | Marmi Lanza Werona         | Marmi Lanza Werona         | Marmi Lanza Werona         | Marmi Lanza Werona         | Marmi Lanza Werona         | Marmi Lanza Werona         | Marmi Lanza Werona         | Marmi Lanza Werona         | Marmi Lanza Werona         |
| 2007–2010                 | Copra Berni Piacenza         | Copra Berni Piacenza       | Copra Berni Piacenza       | Copra Berni Piacenza       | Copra Berni Piacenza       | Copra Berni Piacenza       | Copra Berni Piacenza       | Copra Berni Piacenza       | Copra Berni Piacenza       | Copra Berni Piacenza       | Copra Berni Piacenza       |
| 2010–2011                 | Sisley Treviso               | Sisley Treviso             | Sisley Treviso             | Sisley Treviso             | Sisley Treviso             | Sisley Treviso             | Sisley Treviso             | Sisley Treviso             | Sisley Treviso             | Sisley Treviso             | Sisley Treviso             |
| 2011–2012                 | Megius Roma Volley           | Megius Roma Volley         | Megius Roma Volley         | Megius Roma Volley         | Megius Roma Volley         | Megius Roma Volley         | Megius Roma Volley         | Megius Roma Volley         | Megius Roma Volley         | Megius Roma Volley         | Megius Roma Volley         |
| 2012–2012                 | Al Arabi Ad-Dauha            | Al Arabi Ad-Dauha          | Al Arabi Ad-Dauha          | Al Arabi Ad-Dauha          | Al Arabi Ad-Dauha          | Al Arabi Ad-Dauha          | Al Arabi Ad-Dauha          | Al Arabi Ad-Dauha          | Al Arabi Ad-Dauha          | Al Arabi Ad-Dauha          | Al Arabi Ad-Dauha          |
| 2012–2013 (od 23.11.2012) | PGE Skra Bełchatów           | PGE Skra Bełchatów         | PGE Skra Bełchatów         | PGE Skra Bełchatów         | PGE Skra Bełchatów         | PGE Skra Bełchatów         | PGE Skra Bełchatów         | PGE Skra Bełchatów         | PGE Skra Bełchatów         | PGE Skra Bełchatów         | PGE Skra Bełchatów         |
| 2013–2014                 | Calzedonia Werona            | Calzedonia Werona          | Calzedonia Werona          | Calzedonia Werona          | Calzedonia Werona          | Calzedonia Werona          | Calzedonia Werona          | Calzedonia Werona          | Calzedonia Werona          | Calzedonia Werona          | Calzedonia Werona          |
| 2014–2015                 | Parmareggio Modena           | Parmareggio Modena         | Parmareggio Modena         | Parmareggio Modena         | Parmareggio Modena         | Parmareggio Modena         | Parmareggio Modena         | Parmareggio Modena         | Parmareggio Modena         | Parmareggio Modena         | Parmareggio Modena         |
| 2015–2015 (do 01.12.2015) | Ninfa Latina                 | Ninfa Latina               | Ninfa Latina               | Ninfa Latina               | Ninfa Latina               | Ninfa Latina               | Ninfa Latina               | Ninfa Latina               | Ninfa Latina               | Ninfa Latina               | Ninfa Latina               |
| 2015–2017 (od 02.12.2015) | Revivre Milano               | Revivre Milano             | Revivre Milano             | Revivre Milano             | Revivre Milano             | Revivre Milano             | Revivre Milano             | Revivre Milano             | Revivre Milano             | Revivre Milano             | Revivre Milano             |
| Trener                    |                              |                            |                            |                            |                            |                            |                            |                            |                            |                            |                            |
| Lata                      | Klub/Reprezentacja           | Funkcja                    |                            |                            |                            |                            |                            |                            |                            |                            |                            |
| 2017–2020                 | Itas Trentino                | asystent trenera           |                            |                            |                            |                            |                            |                            |                            |                            |                            |
| 2021–2024 (od 08.02.2021) | Tinet Prata di Pordenone     | I trener                   |                            |                            |                            |                            |                            |                            |                            |                            |                            |
| 2022–                     | Grecja                       | I trener                   |                            |                            |                            |                            |                            |                            |                            |                            |                            |
| 2024–2025                 | Gioiella Prisma Taranto      | I trener                   |                            |                            |                            |                            |                            |                            |                            |                            |                            |
| 2025–                     | Gas Sales Bluenergy Piacenza | I trener                   |                            |                            |                            |                            |                            |                            |                            |                            |                            |

## Sukcesy klubowe
Mistrzostwo Włoch:
- 2001, 2009
- 1997, 2008, 2015

Superpuchar Europy:
- 1999

Superpuchar Włoch:
- 2000, 2009

Puchar Włoch:
- 2000, 2015

Puchar Europy Mistrzów Klubowych:
- 2000

Liga Mistrzów:
- 2001, 2008

Puchar CEV:
- 2011

## Sukcesy reprezentacyjne
Igrzyska Śródziemnomorskie:
- 2001

Mistrzostwa Europy:
- 2011

Igrzyska Olimpijskie:
- 2012